# La Ferrière-au-Doyen (Orne)
La Ferrière-au-Doyen is een gemeente in het Franse departement Orne (regio Normandië) en telt 214 inwoners (1999). De plaats maakt deel uit van het arrondissement Mortagne-au-Perche.

## Geografie
De oppervlakte van La Ferrière-au-Doyen bedraagt 21,9 km², de bevolkingsdichtheid is 9,8 inwoners per km².
De onderstaande kaart toont de ligging van La Ferrière-au-Doyen (Orne) met de belangrijkste infrastructuur en aangrenzende gemeenten.

## Demografie
Onderstaande figuur toont het verloop van het inwonertal (bron: INSEE-tellingen).